# Сутана
Сута́на (фр. soutane, итал. sottana «юбка; ряса») — верхняя длинная одежда католического духовенства с длинными рукавами, носимая вне богослужения.
Сутана имеет стоячий воротник (в него вставляется колоратка — белая жёсткая вставка), длиной достигает пят. Застёгивается на ряд пуговиц. Цвет сутаны зависит от иерархического положения священнослужителя: у священника — чёрного, у епископа — пурпурного, у кардинала — алого, у папы — белого цвета.
Схожа с подрясником православного духовенства.